# Stahovica
Stahovica – wieś w Słowenii, w gminie Kamnik. W 2018 roku liczyła 178 mieszkańców.